# La Virgen, Salvatierra
La Virgen är en ort i Mexiko.   Den ligger i kommunen Salvatierra och delstaten Guanajuato, i den centrala delen av landet, 200 km väster om huvudstaden Mexico City. La Virgen ligger 1 826 meter över havet och antalet invånare är 802.
Terrängen runt La Virgen är kuperad. Runt La Virgen är det ganska tätbefolkat, med 155 invånare per kvadratkilometer. Närmaste större samhälle är Salvatierra, 8,3 km norr om La Virgen. I omgivningarna runt La Virgen växer huvudsakligen savannskog.